# Cultura Safahana
A cultura safahana caracterizou-se pelo uso da técnica levallois idfuana.